# 两江四湖
两江四湖是位於廣西桂林市的环城水系，包括漓江、桃花江、榕湖、杉湖、桂湖、木龙湖，现为桂林重要的旅游景区。

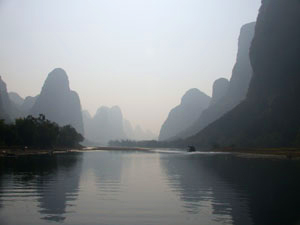
漓江景区。

2017年，两江四湖·象山景区被评为国家5A级旅游景区。

## 水系
江：漓江、桃花江
湖：榕湖、春天湖、杉湖、桂湖、木龙湖、铁佛塘

## 建筑
桥梁：宝贤桥、宝积桥、丽泽桥、信义桥、迎宾桥、中山北路桥、榕溪桥、古榕双桥、西清桥、观漪桥、阳桥、木龙桥、玻璃桥、北斗七星桥、解放桥